# Шипчинский, Николай Валерианович
Николай Валерианович (Валерьянович) Шипчинский (1886—1955) — русский советский ботаник, систематик, специалист по интродукции растений и зеленому строительству, заведующий Ленинградским ботаническим садом в 1934—1938 и 1942—1948 годах.

## Биография

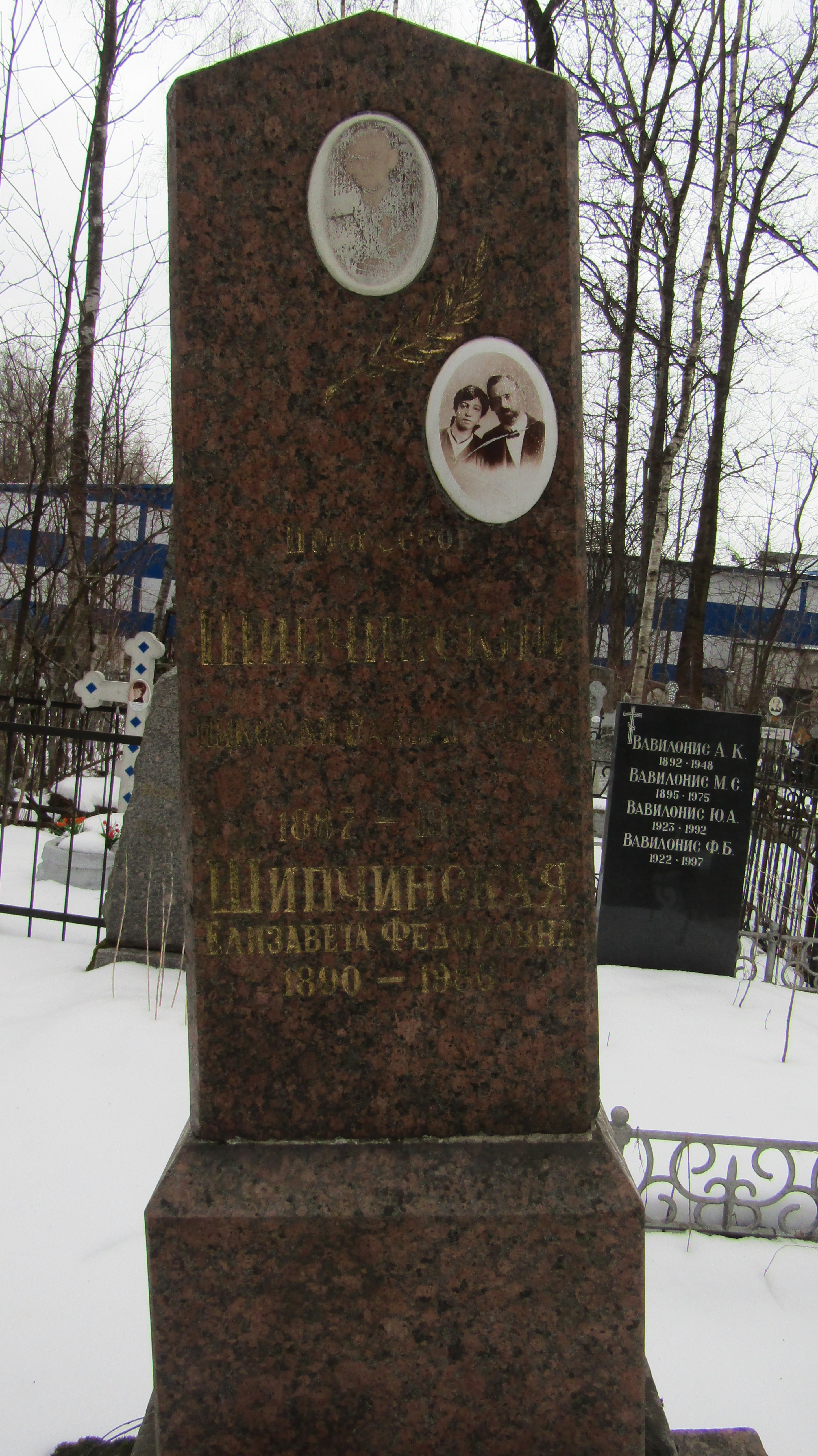
Могила Шипчинского Н.В. Серафимовское кладбище, Санкт-Петербург.

Родился в Гельсингфорсе. Отец — бухгалтер Интендантства, мать — домохозяйка. В 1909 году в Гельсингфорсе окончил русскую гимназию, поступил на отделение естественно-исторических наук физико-математического факультета Петербургского университета, специализировался в области ботаники. С 1910 года изучал флору Дальнего Востока в Гербарии Санкт-Петербургского ботанического сада под руководством В. Л. Комарова.
Принимал участие в экспедициях Переселенческого управления в Баргузинском уезде Забайкальской области (1912), в Южно-Уссурийском округе Приморской области (1913), в Семипалатинская области (1914), в Иран (1916). В марте 1915 года зачислен в штат Санкт-Петербургского ботанического сада, в котором работал до конца своих дней: сначала лектором-экскурсоводом (1915), потом консерватором в Гербарии (1915—1931), старшим ботаником в отделе живых растений (1931—1933), заведующим Музеем (1933—1934). В 1924–1931 гг. в качестве депутата Ленсовета содействовал передаче в Ботанический сад коллекций из бывших дворцовых и частных оранжерей. С 1934 года заведовал отделом Ботанический сад Ботанического института АН СССР (БИН. В 1937-1938 гг. Шипчинского и нескольких его коллег пытались обвинить во "вредительстве", однако репрессий удалось избежать. В 1939—1941 годах он был командирован в строящийся город Балхаш, где руководил озеленением территории Прибалхашского медеплавильного комбината и города Балхаша. Во время Великой Отечественной войны Н. В. Шипчинский принимал участие в оборонительных работах по созданию маскировочного озеленения Ленинграда. В 1942-1948 гг. снова занимает должность заведующего Ботаническим садом, а впоследствии работает в нём старшим научным сотрудником.
Н. В. Шипчинский — один из разработчиков проектов организации и строительства Главного ботанического сада АН СССР в Москве (1936—1937), Ботанического сада Академии наук Белорусской ССР в Минске (1939), Ботанического сада Киргизской ССР.

## Творческое наследие
Гербарные материалы, собранные Н. В. Шипчинским как в экспедициях Переселенческого управления, так и в других многочисленных экспедициях, хранятся в Гербарии БИН РАН. В фотоархиве Ботанического Музея хранятся фотографии и негативы, сделанные им во время экспедиций Переселенческого управления.

## Избранные труды
- Шипчинский Н. В. Растительность юго-восточной части Семипалатинского уезда. Предв. отч. о бот. иссл. Переселенч. упр. за 1914 г. — П., 1914.
- Шипчинский Н. В. Мои путешествия. — М.: Географгиз, 1955—180 с.
- Воспоминания по революционной истории БИНа Н.В. Шипчинского. Подготовка к печати, вступительная статья и комментарии Д. В. Гельтмана, М. П. Андреева // Историко-биологические исследования.  — 2014.  — № 3. С. 74-89.

## Награды
- орден Трудового Красного Знамени (17.05.1944)
- медаль «За оборону Ленинграда»